# Groupe réductif
En mathématiques, un groupe réductif est un groupe algébrique G sur un corps algébriquement clos tel que le radical unipotent de G (c'est-à-dire le sous-groupe des éléments unipotents de son radical (en)) soit trivial. Tout groupe algébrique semi-simple (en) est réductif, de même que tout tore algébrique et tout groupe général linéaire.
Plus généralement, sur un corps k non nécessairement algébriquement clos, un groupe réductif est un groupe algébrique affine lisse G tel que le radical unipotent de G sur la clôture algébrique de k soit trivial. Il est nécessaire de faire intervenir la clôture algébrique dans cette définition, pour inclure le cas de corps de base non parfaits, comme des corps de fonctions locaux ou globaux sur des corps finis.
Ce nom de réductif vient de la complète réductibilité des représentations d'un tel groupe, lorsque la caractéristique du corps est nulle. En caractéristique non nulle, le théorème de Haboush démontre une propriété un peu plus faible qu'avait conjecturée Mumford.
Si G est un sous-groupe lisse fermé de GLn(k) qui agit de façon irréductible sur kn, alors G est réductif. En particulier, GLn et SLn sont réductifs (le second étant même semi-simple).

## Cas des groupes de Lie
On définit les groupes de Lie réductifs comme les groupes de Lie dont l'algèbre de Lie est réductive ; concrètement, c'est la somme d'une algèbre de Lie abélienne et d'une algèbre de Lie semi-simple. On ajoute parfois la condition que la composante neutre (en) (la composante connexe de l'élément neutre dans le groupe) soit d'indice fini.
Une algèbre de Lie est dite réductive si sa représentation adjointe est complètement réductible, mais ceci n'implique pas que toutes ses représentations de dimension finie le soient. La notion de groupe réductif n'est pas tout à fait la même pour les groupes de Lie que pour les groupes algébriques, parce qu'un groupe de Lie réductif peut être le groupe des points réels d'un groupe algébrique unipotent.
Par exemple l'algèbre de Lie ℝ, abélienne et de dimension 1, est évidemment réductive, et c'est à la fois l'algèbre de Lie du groupe algébrique réductif (ℝ*+, ∙) et du groupe algébrique unipotent (non réductif) (ℝ, +), qui ne sont pas isomorphes en tant que groupes algébriques, essentiellement parce que l'application exponentielle n'est pas une fonction algébrique.